# Canton d'Ussel-Est
Pour les articles homonymes, voir Canton d'Ussel (homonymie).
Le canton d'Ussel-Est est une ancienne division administrative française située dans le département de la Corrèze.

## Histoire
Le canton d'Ussel-Est est issu de la partition en 1985 du canton d'Ussel.

### Redécoupage cantonal de 2014-2015
Par décret du 24 février 2014, le nombre de cantons du département passe de 37 à 19, avec mise en application aux élections départementales de mars 2015. Le canton d'Ussel-Est est supprimé à cette occasion, la ville est alors regroupée dans le nouveau canton d'Ussel, et les cinq autres communes rattachées au canton de Haute-Dordogne.

## Géographie
Ce canton était organisé autour d'Ussel dans l'arrondissement d'Ussel. Son altitude variait de 545 m (Mestes et Saint-Exupéry-les-Roches) à 829 m (Saint-Fréjoux) pour une altitude moyenne de 696 m.

## Histoire
Le canton a été créé en 1985 en divisant en deux l'ancien canton d'Ussel.

## Administration

### Liste des conseillers généraux
| Période | Période | Identité       | Étiquette    | Qualité                                                                                          |
| ------- | ------- | -------------- | ------------ | ------------------------------------------------------------------------------------------------ |
| 1985    | 1998    | Henri Belcour  | RPR          | Médecin - Député (1967-1976) Sénateur (1980-1998) Maire d'Ussel (1965-2001)                      |
| 1998    | 2011    | Pierre Gathier | RPR puis UMP | Chef d'entreprise à Ussel                                                                        |
| 2011    | 2015    | Daniel Delpy   | UMP          | Maire de Valiergues (2008-2014) Président de la CC de Ussel - Meymac - Haute-Corrèze (2008-2014) |

### Élections cantonales des 21 et 28 mars 2004
Source : Ministère de l'Intérieur, de l'Outre-mer et des Collectivités territoriales
1er tour
- Claudine Presset (PS) - 20,88 %
- Pierre Gathier (UMP) - 36,59 %
- Gilles Pégourier (divers droite) - 22,69 %
- Hippolyte Champseix (FN) - 6,43 %
- Gilles Chazal (PCF) - 13,41 %

2e tour
- Claudine Presset (PS) - 44,37 %
- Pierre Gathier (UMP) - 55,63 % - Élu

## Composition
Le canton d'Ussel-Est se composait de cinq communes et d'une fraction de la commune d'Ussel. Il comptait 6 967 habitants (population municipale) au 1er janvier 2012.
| Nom                      | Code Insee | Intercommunalité            | Population (dernière pop. légale)             |
| ------------------------ | ---------- | --------------------------- | --------------------------------------------- |
| Ussel (chef-lieu)        | 19275      | CC Haute-Corrèze Communauté | Fraction : 5 361(2012) Commune : 9 772 (2014) |
| Mestes                   | 19135      | CC Haute-Corrèze Communauté | 360 (2014)                                    |
| Saint-Étienne-aux-Clos   | 19199      | CC Haute-Corrèze Communauté | 224 (2014)                                    |
| Saint-Exupéry-les-Roches | 19201      | CC Haute-Corrèze Communauté | 579 (2014)                                    |
| Saint-Fréjoux            | 19204      | CC Haute-Corrèze Communauté | 293 (2014)                                    |
| Valiergues               | 19277      | CC Haute-Corrèze Communauté | 142 (2014)                                    |

Le canton d'Ussel-Est groupait six communes et comptait 6 967 habitants au 1er janvier 2012.

## Démographie
| 1962 | 1968 | 1975 | 1982 | 1990  | 1999  | 2006  | 2011  | 2012  |
| ---- | ---- | ---- | ---- | ----- | ----- | ----- | ----- | ----- |
| -    | -    | -    | -    | 7 749 | 7 307 | 7 066 | 7 051 | 6 967 |